# Panthea furcilla
Panthea furcilla är en fjärilsart som beskrevs av Alpheus Spring Packard 1864. Panthea furcilla ingår i släktet Panthea och familjen Pantheidae. Inga underarter finns listade i Catalogue of Life.

## Bildgalleri

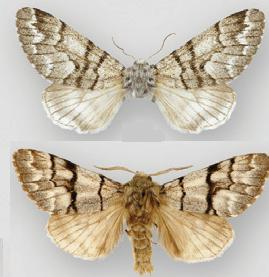
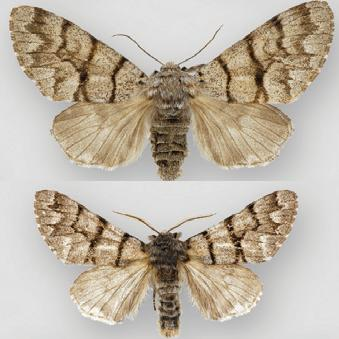